# Gerrie de Goede
Gerard Jan ("Gerrie") de Goede (Amsterdam, 7 februari 1945 – Kerkrade, 2 juli 1987) was een Nederlands voetballer. Zijn positie in het veld was aanvaller.

## Loopbaan
De Goede speelde bij de Amsterdamse amateurvereniging ZSGO en in de jeugd van Blauw-Wit. Hij maakte in 1966 zijn debuut in het betaalde voetbal bij RCH, dat hem voor 4.000 gulden had aangetrokken. In 1969 werd hij voor 100.000 gulden getransfereerd naar Go Ahead. Vervolgens kwam hij uit voor Haarlem (1970 tot 1973), Roda JC (1973 tot 1975), Eindhoven (1975/76) en Helmond Sport (1976/77). In 1977 besloot De Goede op 32-jarige leeftijd zijn professionele voetballoopbaan te beëindigen en speelde vervolgens nog enkele seizoenen bij de Limburgse zondag amateurclub EHC in de Hoofdklasse.
Eén keer behoorde De Goede tot de selectie van het Nederlands elftal. Onder trainer František Fadrhonc was hij op 30 augustus 1972 reserve in een oefenwedstrijd tegen Tsjecho-Slowakije.
De Goede bleef na het beëindigen van zijn voetbalcarrière tot aan zijn overlijden in Kerkrade, de stad van zijn oude club Roda JC, wonen.

### Carrièrestatistieken
| Seizoen         | Club            | Land            | Competitie      | Competitie | Competitie | Beker | Beker | Internationaal | Internationaal | Overig | Overig | Totaal | Totaal |
| Seizoen         | Club            | Land            | Competitie      | Wed.       | Dlp.       | Wed.  | Dlp.  | Wed.           | Dlp.           | Wed.   | Dlp.   | Wed.   | Dlp.   |
| --------------- | --------------- | --------------- | --------------- | ---------- | ---------- | ----- | ----- | -------------- | -------------- | ------ | ------ | ------ | ------ |
| 1966/67         | RCH             | Nederland       | Eerste divisie  | –          | –          | –     | 1     | –              | –              | 0      | 0      | –      | –      |
| 1967/68         | RCH             | Nederland       | Eerste divisie  | –          | –          | –     | 3     | –              | –              | 2      | 4      | –      | –      |
| 1968/69         | RCH             | Nederland       | Eerste divisie  | –          | 12         | –     | 0     | –              | –              | 0      | 0      | –      | 12     |
| 1969/70         | Go Ahead        | Nederland       | Eredivisie      | 28         | 8          | 3     | 2     | 5              | 2              | 0      | 0      | 36     | 12     |
| 1970/71         | Haarlem         | Nederland       | Eredivisie      | –          | 5          | –     | 0     | –              | –              | 0      | 0      | –      | 5      |
| 1971/72         | Haarlem         | Nederland       | Eerste divisie  | –          | 17         | –     | 0     | –              | –              | 0      | 0      | –      | 17     |
| 1972/73         | Haarlem         | Nederland       | Eredivisie      | –          | 7          | 1     | 0     | –              | –              | 0      | 0      | –      | 7      |
| 1973/74         | Roda JC         | Nederland       | Eredivisie      | –          | –          | –     | 0     | –              | –              | 0      | 0      | –      | –      |
| 1974/75         | Roda JC         | Nederland       | Eredivisie      | –          | –          | –     | 0     | –              | –              | 0      | 0      | –      | –      |
| 1975/76         | Eindhoven       | Nederland       | Eredivisie      | –          | –          | –     | 0     | –              | –              | 0      | 0      | –      | –      |
| 1976/77         | Helmond Sport   | Nederland       | Eerste divisie  | –          | –          | –     | 0     | –              | –              | 0      | 0      | –      | –      |
| Carrière totaal | Carrière totaal | Carrière totaal | Carrière totaal | –          | –          | –     | 6     | 5              | 2              | 2      | 4      | –      | –      |

## Erelijst
Haarlem
| Nationaal      |    |         |
| Eerste divisie | 1x | 1971/72 |